# شورای جهانی صنایع دستی
شورای جهانی صنایع دستی (به انگلیسی: World Crafts Council) و به اختصار WCC) سازمانی غیرانتفاعی است که با هدف ارتقای جایگاه صنایع دستی بنیان نهاده شد. شورای جهانی صنایع دستی در تاریخ دوازده ژوئن ۱۹۶۴ توسط آیلین آزبورن وب در نیویورک با هدف ارتقای جایگاه صنایع دستی، تقویت ارتباط میان هنرمندان صنایع دستی سراسر جهان، تشویق، یاری رسانی و ارائه مشاوره به آنان در حوزه شیوه‌های درآمدزایی، کاربردی و به روز کردن صنایع دستی در عین حفظ میراث گذشتگان و استفاده از فناوری‌های مدرن در راستای دستیابی به بازارهای جدید، بنیان نهاده شد. این اجلاس در دانشگاه کلمبیا برگزار شد و در آن، پنجاه کشور مختلف دنیا شرکت کردند. به این ترتیب، بنای اولین ارگان ناظر بر صنایع دستی بشری پایه‌گذاری شد. 
با راه‌اندازی شورای جهانی، صنایع دستی و سنتی به صورت بخشی از حیات فرهنگی و اقتصادی ملت‌ها، مورد توجه قرار گرفت. این شورا در ابتدا با شمار محدودی از اعضا کار خود را آغاز کرد، اما هم‌اکنون، ۹۰ کشور جهان را تحت پوشش دارد و دبیرخانه آن در شهر آمستردام کشور هلند قرار دارد. کشور ایران، از سال ۱۳۴۷ شمسی از طریق سازمان صنایع دستی کشور به عضویت این شورا درآمد و در مجمع آسیا و اقیانوسیه آن، مشغول به فعالیت شد.

## اهداف
مهم‌ترین اهدافی که این شورا به عنوان یک ارگان غیرانتفاعی و غیردولتی به دنبال آن است، عبارتند از:
1. تشویق، کمک و راهنمایی صنعتگران دستی و همچنین بالا بردن سطح اطلاعات تخصصی و حرفه‌ای آن‌ها با توجه به زمینه‌های متفاوت فرهنگی موجود در هر یک از کشورهای عضو.
2. حفظ و تقویت صنایع دستی و تجلی آن به صورت رکن عمده ای از حیات فرهنگی ملت‌ها.
3. ایجاد همبستگی میان صنعتگران دستی سراسر جهان.

این شورا از پنج منطقه آمریکای شمالی (کانادا)، آمریکای لاتین (آرژانتین، باربادوس، بولیوی، برزیل، شیلی، کلمبیا، کوبا، اکوادور، ایالات متحده آمریکا، مکزیک، پاراگوئه، پرو، اروگوئه، ترینیداد و توباگو و ونزوئلا)، آفریقا، اروپا و آسیا و اقیانوسیه تشکیل شده است. منطقه آسیا و اقیانوسیه شورای جهانی صنایع دستی یکی از پنج منطقه شورای جهانی صنایع دستی است و دارای شش زیرمنطقه از غرب آسیا تا شرق آسیا می‌باشد:
غرب آسیا: بحرین، ایران، عراق، اردن، کویت، لبنان، عمان، فلسطین، قطر، عربستان سعودی، سوریه و امارات متحده عربی
آسیای مرکزی: قزاقستان، قرقیزستان، تاجیکستان، ترکمنستان و ازبکستان
جنوب آسیا: افغانستان، بنگلادش، بوتان، هندوستان، مالدیو، نپال، پاکستان و سریلانکا
جنوب شرق آسیا: برونئی دارالسلام، کامبوج، اندونزی، لائوس، مالزی، میانمار، فیلیپین، سنگاپور، تایلند و ویتنام
آسیای شرق: چین، هنگ کنگ، ژاپن، مغولستان، کره شمالی، کره جنوبی و تایوان
اقیانوسیه: استرالیا، زلاند نو و جزایر جنوب اقیانوس آرام

## هجدهمین نشست شورای جهانی صنایع دستی
اولین اجلاس شورای جهانی صنایع دستی در همان سال تأسیس، در نیویورک و با حضور پنجاه کشور برگزار شد. تا سال ۱۹۸۰، اجلاس عمومی شورای جهانی صنایع دستی به صورت دو سال یک بار برگزار می شد، اما بعد از آن به صورت چهار سال یک بار انجام پذیرفت. از مجموع ۱۸ دور برگزاری اجلاس عمومی، اروپا با هفت دور، آسیا و اقیانوسیه با شش دور، آمریکای لاتین با سه دور، آمریکای شمالی و آفریقا، هر کدام با یک دور میزبانی از اجلاس عمومی را بر عهده داشته‌اند. مجمع عمومی شورای جهانی صنایع دستی رخدادی است که هر چهار سال یک بار و پس از پایان ریاست هر دوره چهارساله و آغاز دوره جدید در یکی از کشورهای فعال عضو برگزار می‌گردد. در این مجمع که کلیه اعضای حقیقی، حقوقی و نهادهای دولتی و غیردولتی عضو شورای جهانی صنایع دستی حضور دارند، تصمیم‌گیری و سیاستگذاری مانند انتخاب رئیس جدید شورا، رؤسای مناطق و مدیران زیر مناطق صورت می‌پذیرد. معمولاً در خلال برگزاری مجمع عمومی در شورای جهانی صنایع دستی نشست و اجلاس‌های منطقه ای نیز برگزار می‌شود.
انتخاب اصفهان به عنوان محل برگزاری هجدهمین اجلاس عمومی پس از یک دوره عدم مشارکت در عرصه بین‌المللی توسط صنایع دستی ایران انجام شد. در سال ۲۰۱۵ که شورای جهانی صنایع دستی دو شهر اصفهان و تبریز را به عنوان شهر جهانی صنایع دستی و شهر فرش دست بافت ثبت نمود و پس از برگزاری جشن اعطای عناوین این شهر، پیشنهاد میزبانی فوق توسط رئیس سابق منطقه آسیا و اقیانوسیه شورای جهانی، دکتر غاده حجاوی القدومی، مطرح و مورد موافقت استاندار اصفهان و معاون رئیس‌جمهور و رئیس سازمان میراث فرهنگی، صنایع دستی و گردشگری قرار گرفت.

## ریاست فعلی شورای جهانی صنایع دستی
خانم غاده حجاوی القدومی یکی از فعال‌ترین مدیران شورای جهانی صنایع دستی بود که در سال ۲۰۲۱ بر اثر بیماری درگذشت. وی رئیس منتخب دوره جدید شورای جهانی صنایع دستی بود که برای دوره چهار ساله منتهی به ۲۰۲۴ عهده‌دار این منصب شده بود. پس از درگذشت او، هیات اجرایی شورا، مسئولیت امور را بر عهده پسر وی، سعد القدومی (Saad Hani Al-Qaddumi) گذاشت. در حال حاضر، سعد القدومی رئیس شورای جهانی صنایع دستی است.